# Нощ се спуска над Готенхафен
„Нощ се спуска над Готенхафен“ (на немски: Nacht fiel über Gotenhafen) е германска драма от 1959 година, разказваща предисторията и трагичните събития около потопяването на германския лайнер „Вилхелм Густлоф“ край бреговете на Гдиня, Полша по време на Втората световна война, при което загиват 5348 души.

## Сюжет
Малко след началото на Втората световна война, радиоговорителката Мария (Соня Зиеман) се омъжва за своя колега Курт Райзер (Гунар Мьолер). Тъй като той е в непрекъснат конфликт с родителите си заради нея, скоро след сватбата тя го напуска. На новогодишно парти Мария се запознава с морския офицер Ханс Шот (Ерик Шуман) и забременява от него.
Мария заминава за Източна Прусия при своята приятелка Едит (Мади Рал), където да роди и отгледа детето си. Обаче, Едит е убита от настъпващата Червена армия и на помощ на Мария се притича нейния съпруг Курт. Той взима Мария и детето, и в претъпкан с хиляди бежанци влак, достигат до Готенхафен. Там попадат в полевата болница, защото Курт е тежко ранен. Край бреговете е закотвен лайнера „Вилхелм Густлоф“, който трябва да извозва бежанците.
С помощта на човек от обслужващия персонал, Курт, Мария и детето се качват на борда на кораба. В нощта на отплаването, той е торпилиран от съветска подводница и потопен. Детето на Мария и това на един генерал са сред малкото оцелели в тази трагична нощ край бреговете на Готенхафен.

## В ролите
- Соня Зиеман като Мария Райзер
- Гунар Мьолер като Курт Райзер
- Ерик Шуман като Ханс Шот
- Бригите Хорни като съпругата на генерал Фон Рьос
- Мади Рал като Едит Маркуард
- Ерих Дунскус като бащата на Едит
- Вили Маертенс като бащата на Курт
- Едит Шулце-Веструм като майката на Курт